# Saút
Saút (1972, Shambe, Súdán – 2006, ZOO Dvůr Králové nad Labem, Česko) byl severní bílý nosorožec, který se stal otcem posledního narozeného mláděte svého druhu, kterým byla v roce 2000 samice Fatu.

## Život
Do Československa byl po odchytu v Súdánu přivezen 19. září 1975 spolu se samcem Sudánem a samicemi Nesárí, Núrí, Nolou a Nádí a nový domov našel v ZOO Dvůr Králové. V roce 1980 se s Nasimou stal otcem samce Suniho. 13. října 1989 odcestoval spolu se samicemi Nolou a Nádí do USA, kde našel domov v ZOO San Diego, přesněji ve Wild Animal Parku v Escondido, který je součástí zmíněné ZOO. Důvodem přesunu byla snaha o povzbuzení reprodukce v jiných klimatických podmínkách. Přestože po hormonální stimulaci došlo k páření Saúta s Nolou, mláděte se nedočkali. Nakonec bylo rozhodnuto o návratu Saúta do Evropy. 15. července 1998 se vrátil do ZOO Dvůr Králové nad Labem, kde byl po uplynutí karantény zařazen do skupiny se samicemi Nasi, Nesárí, Nabiré a Nájin. Postupně se pářil s Nájin, Nesárí a Nabiré a nakonec se ukázalo, že páření s Nájin, ke kterému došlo 5. března 1999 bylo úspěšné a 29. června 2000 se narodila samice Fatu. To ještě nikdo netušil, že je to poslední mládě v historii svého druhu.